# Matrimonio di Landshut
Il matrimonio di Landshut (in tedesco Landshuter Hochzeit) fu una delle più spettacolari cerimonie storiche d'Europa. Innumerevoli visitatori da tutto il mondo vi presero parte o furono spettatori del Landshuter Hochzeit 1475, una cerimonia che si svolse a Landshut, in Baviera. Più di 2 000 partecipanti in costumi medievali portano questo evento a nuova vita per ricreare le atmosfere del Basso Medioevo. La manifestazione commemora il matrimonio che venne celebrato tra Edvige Jagellona, figlia del re di Polonia, e di Giorgio, figlio del duca di Landshut.

## Storia

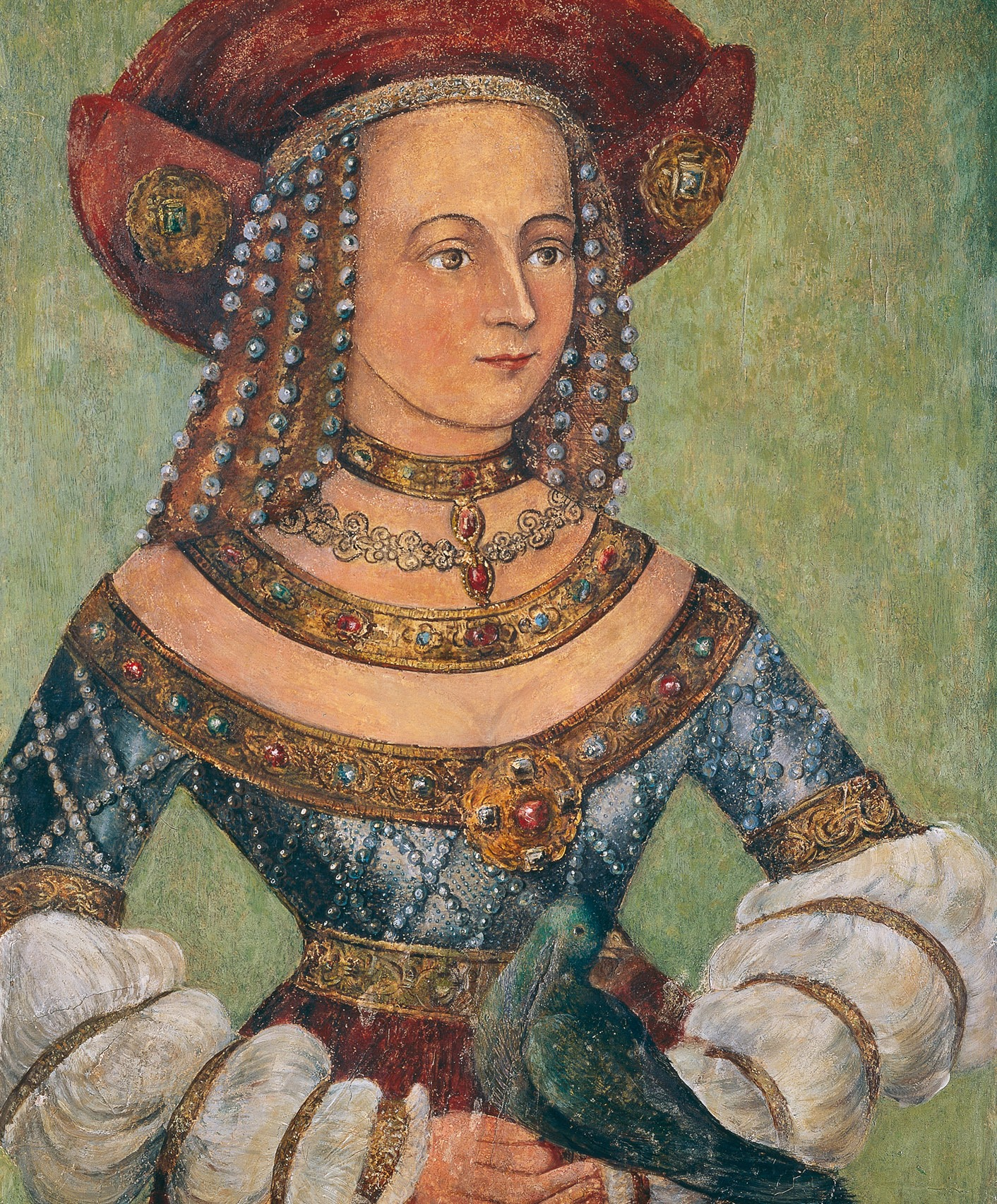
Edvige Jagellona in un ritratto anonimo dipinto prima del 1502

Il festival viene proposto per commemorare il matrimonio, celebrato nel 1475, tra Giorgio di Baviera, figlio del duca bavarese di Landshut, e la principessa polacca Edvige Jagellona.
L'unione venne negoziata nel 1474 a Cracovia tra i diplomatici dei due stati; il matrimonio fu particolarmente importante, in quanto venne visto come una forte alleanza contro i turchi ottomani. All'epoca, infatti, la maggior parte degli sposalizi reali non avvenivano per amore, bensì erano combinati per ragioni politiche. La sposa impiegò due mesi per recarsi fino a Landshut, dove venne accolta dai principi e dai vescovi.
Gli sposi vennero uniti in matrimonio nella chiesa di San Martino, e la messa venne officiata dall'arcivescovo di Salisburgo, Bernhard von Rohr. Dopodiché la processione nuziale si snodò attraverso la città vecchia fino alla sala pubblica.
Diecimila persone parteciparono alle celebrazioni e a tutti vennero offerti cibi e bevande dal padre del giovane duca; furono macellati circa 320 manzi, 1 500 pecore, 1 300 agnelli, 500 vitelli e 40 000 polli.

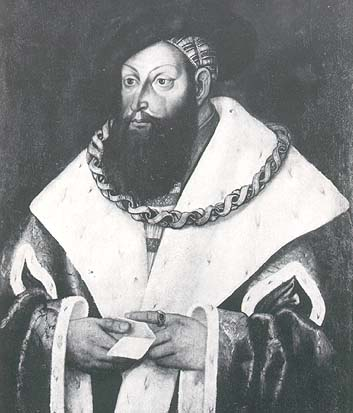
Giorgio di Baviera; olio su tela di fine XV secolo

L'evento storico fu certamente notevole, anche perché fu dettagliatamente descritto dai contemporanei, che redassero una cronaca completa dei giorni dei festeggiamenti e quindi consentono, ai giorni d'oggi, di dare un tocco di realismo alla rappresentazione.
Dal punto di vista storico questo evento si inserì nel periodo successivo alla caduta di Costantinopoli, nel 1453, che diede il via ad un lungo periodo di crescita dell'Impero ottomano; il matrimonio di Edvige con Giorgio il Ricco fu molto proficuo per re Casimiro IV di Polonia, che ricevette, come prezzo della sposa, 32 000 fiorini, valutati circa 6,5 milioni di Euro.

## Ai giorni nostri
Le originali motivazioni per la nascita del festival storico sono da ricercare nella fondazione, avvenuta nel 1871, del Reich tedesco, che diede il via ad una politica di rivitalizzazione dell'orgoglio nazionale. Negli anni che andarono dal 1876 al 1880 la sala pubblica di Landshut venne rinnovata e negli anni successivi la sala delle celebrazioni al suo interno venne decorata con dipinti che ritraevano le nozze di Landshut del 1475, visto che venne usata, da quel momento in poi, come salone da ballo per le feste dell'epoca. Da queste immagini nacque l'idea tra i cittadini di ricreare l'evento: il ristoratore Georg Trippel e l'industriale Joseph Linnbrunner fondarono quindi l'associazione Die Förderer nel 1902.
La prima rappresentazione del matrimonio di Landshut venne eseguita nel 1903, solo un anno dopo la nascita dell'associazione, ed ebbe i connotati di una rappresentazione teatrale pubblica, portata sulle scene da 145 cittadini. Il festival venne quindi riproposto annualmente fino al 1914 e poi dal 1922 al 1938, con le pause forzate dovute alle due guerre mondiali. Durante questo periodo il numero di attori coinvolti crebbe fino a circa duemila unità. A partire dal 1950 il matrimonio di Landshut divenne un evento a cadenza triennale; dal 1985 viene invece rappresentato ogni quattro anni.
Il numero di membri dell'associazione salì da 855 a 5 000 durante gli anni dal 1973 al 2004. Il rinnovato interesse per la storia medievale ha determinato il successo turistico di questo evento: attualmente, i 60 000 abitanti di Landshut accolgono 600 000 o 700 000 visitatori durante le tre settimane del festival, con circa 120 000 di essi che assistono alla processione nuziale. Attraverso gli sponsor della manifestazione si è in grado di raccogliere circa 3,5 milioni di Euro per la realizzazione dell'evento.
I veri protagonisti del Landshuter Hochzeit sono i cittadini di Lansdshut che interpretano vescovi, aristocratici, sposo e sposa; essi vengono selezionati da una commissione dell'associazione. Ogni persona che desidera entrare a far parte dell'associazione o che vuole impersonare un personaggio nella manifestazione deve vivere nei pressi della cittadina. In ogni caso non sono solo gli attori che si immergono nell'epoca medievale; è infatti costume che gli uomini di Landshut si facciano crescere i capelli nei mesi precedenti al festival per rispecchiare la moda dell'epoca. Ogni cittadino si veste con costumi medievali durante i giorni dei festeggiamenti, gli orologi da polso vengono aboliti e le decorazioni urbane vengono antichizzate; il centro della città diventa una zona pedonale e i visitatori che arrivano in macchina sono avvisati del blocco a cinquanta chilometri dalla città. I visitatori, inoltre, così come i giornalisti, vengono forniti di un costume da indossare sopra i propri abiti per adattarsi all'abbigliamento dei cittadini.

## Calendario degli eventi
- Processione nuziale
  - Periodo: domenica mattina;
  - Luogo: Dreifaltigkeitsplatz, Altstadt, Postplatz, Bischof-Sailer-Platz, Neustadt e ritorno sullo stesso percorso fino a Turnierplatz;
  - Circa duemila abitanti di Landshut prendono parte alla processione nuziale; gli ospiti, così come nobiluomini, cittadini, servi e povere persone, si snodano in un corteo per la città fino alla chiesa di San Martino, dove il Vescovo di Salisburgo celebrò la cerimonia del matrimonio nel 1475. Dopo di ciò la processione termina nella Turnierplatz (piazza del torneo).
- Giochi di cavalieri
  - Periodo: domenica mattina, dopo il corteo;
  - Luogo: Turnierplatz;
  - Il corteo conduce al campo delle sfide (Wiesmahd), dove la sposa venne immediatamente omaggiata dal novello sposo. Giovani nobiluomini combattono per il premio consegnato dalla sposa, mentre gli altri nobili ospiti prendono posto ad una sontuosa tavolata.
- Vita nei quartieri
  - Periodo: venerdì, sabato e domenica sera;
  - Luogo: quartieri nei pressi della piazza del torneo;
  - Ogni gruppo anima un quartiere dove gli ospiti delle nozze terminano la giornato con musica e cibo.
- Rappresentazione della cerimonia
  - Periodo: tutte le sere e domenica mattina;
  - Luogo: Rathaus-Prunksaal (Sala pubblica);
  - I visitatori possono assistere ai preparativi per le nozze, rappresentati da un gruppo di attori. La commedia dell'autore Leopold Ahlsen descrive il difficoltoso viaggio della sposa da Cracovia a Landshut, durante il quale la morte e la peste le furono costanti compagni di viaggio.
- Danze
  - Periodo: tutte le sere;
  - Luogo: nella sala pubblica al termine dell'esibizione precedente;
  - La sera della cerimonia lo sposo e la moglie accolgono i nobili ospiti per le danze; diversi gruppi di ballerini eseguono svariati tipi di balli, come ad esempio l'esotica danza dei Mori.
- Giochi notturni
  - Periodo: sabato sera;
  - Piazza del torneo;
  - Il giorno prima delle nozze migliaia di ospiti hanno raggiunto Landshut al termine di un lungo viaggio e si apprestano a trascorrere il tempo che manca prima del matrimonio; sono acquartierati nei pressi della Turnierplatz, nelle taverne, o sono intrattenuti con giochi e spettacoli di artisti, quali acrobati e mangiafuoco.
- Musica nel 1475
  - Periodo: sabato e domenica mattina;
  - Luogo: Residenz;
  - La banda della Landshuter Hofkapelle offre concerti con musica del XV secolo, come si utilizzava nelle osterie o alle feste dell'aristocrazia.
- Laudate Dominum
  - Periodo: sabato sera;
  - Luogo: chiesa di San Jodok;
  - Il coro Ad libitum si esibisce in un concerto che si focalizza sulle opere di noti compositori europei del Medioevo, come Pierre de la Rue, Guillaume Dufay e Josquin des Prez. La performance comprende anche alcuni pezzi strumentali.
- Ballo in maschera
  - Periodo: mercoledì, giovedì e venerdì sera;
  - Luogo: Residenz;
  - Musicisti e danzatori di Landshut offrono un'emozionante serata nel cortile della Residenz, dove essi rappresentano la storia del Signor Asinus, un contadino divenuto nobiluomo.
- Taverna nel vicolo di Stecken
  - Periodo: giovedì e venerdì sera;
  - Luogo: Salztadel;
  - Il proprietario della taverna offre varie pietanza e buon vino e birra; commedianti, chiamati Joculatores, animano una serata per creare un'atmosfera carica di voluttà e vitalità.
- Incontri nella città vecchia
  - Periodo: sabato sera e domenica mattina;
  - Luogo: Altstadt (città vecchia);
  - Nel fine settimana alcuni gruppi di volontari animano la parte vecchia della città con musiche e danze, come nei tempi antichi.

## Galleria d'immagini

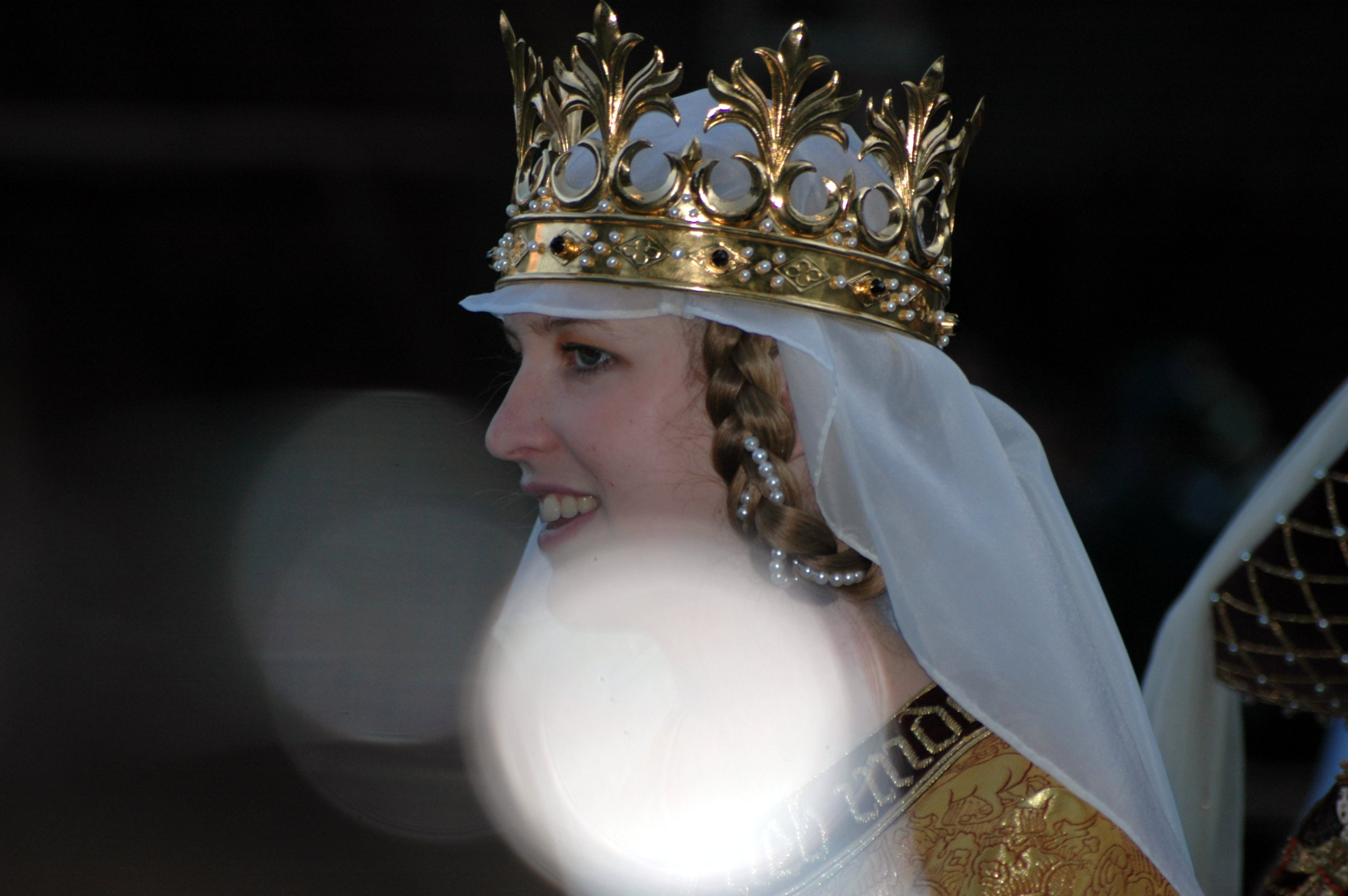
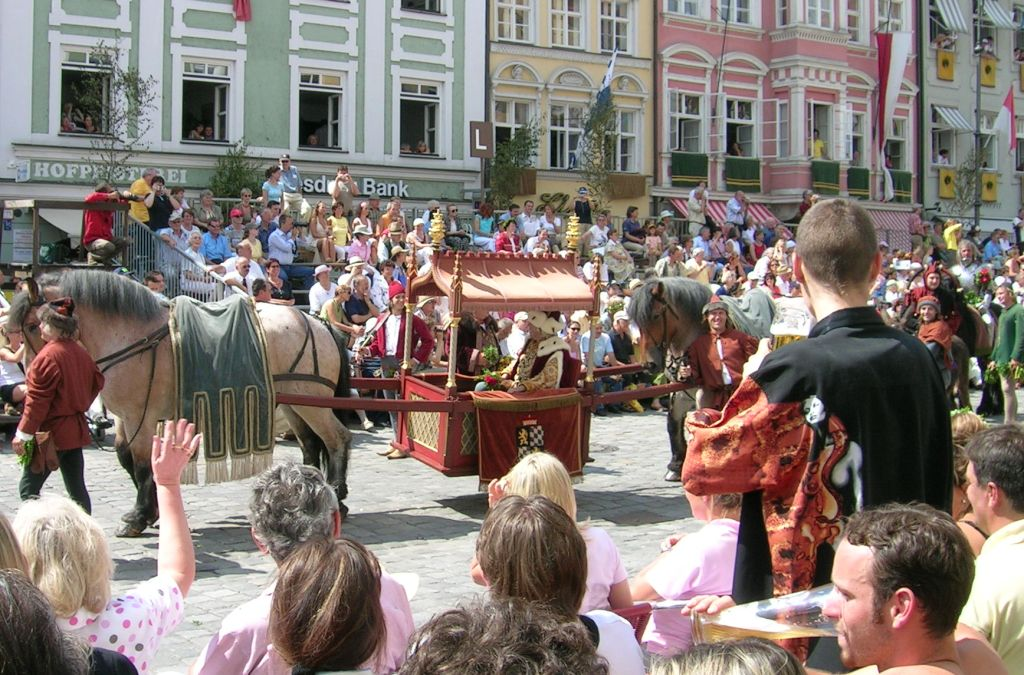
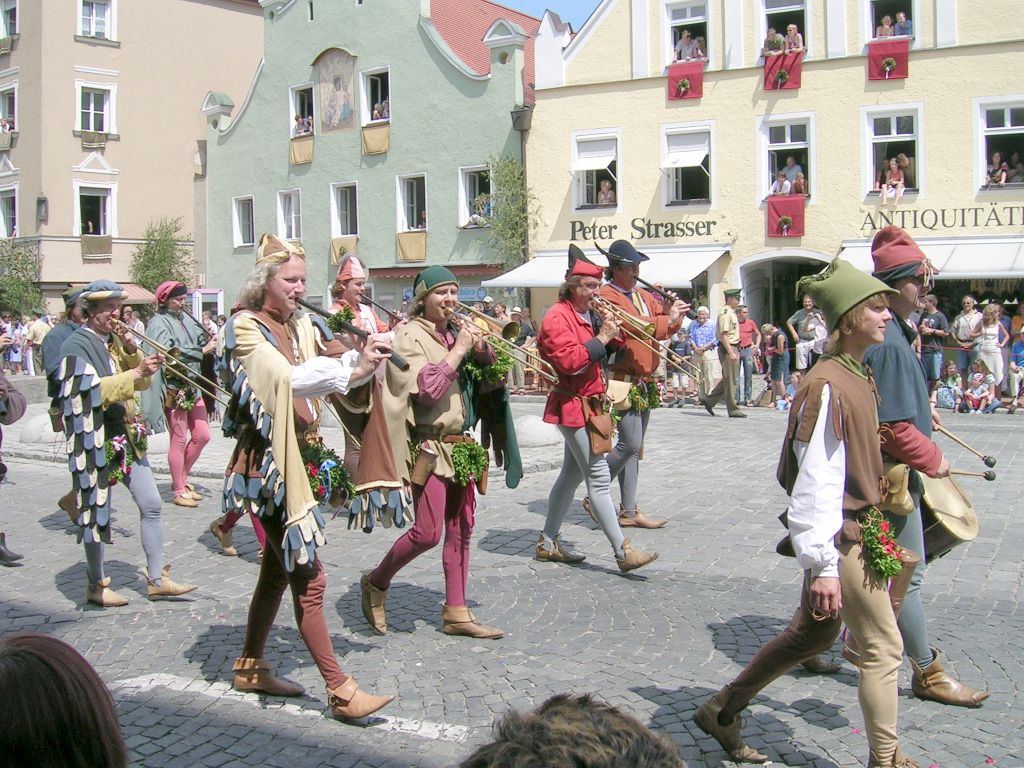
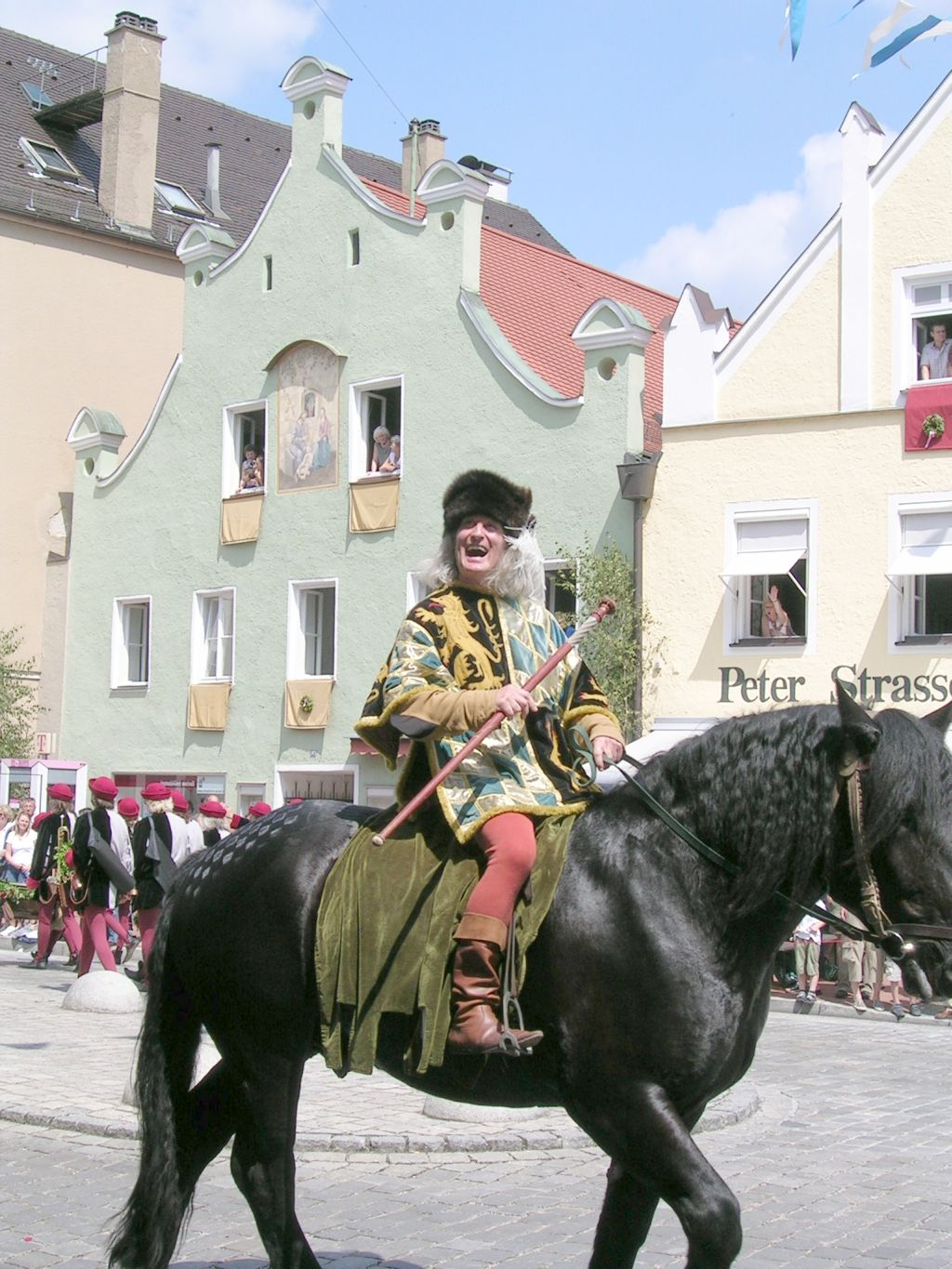
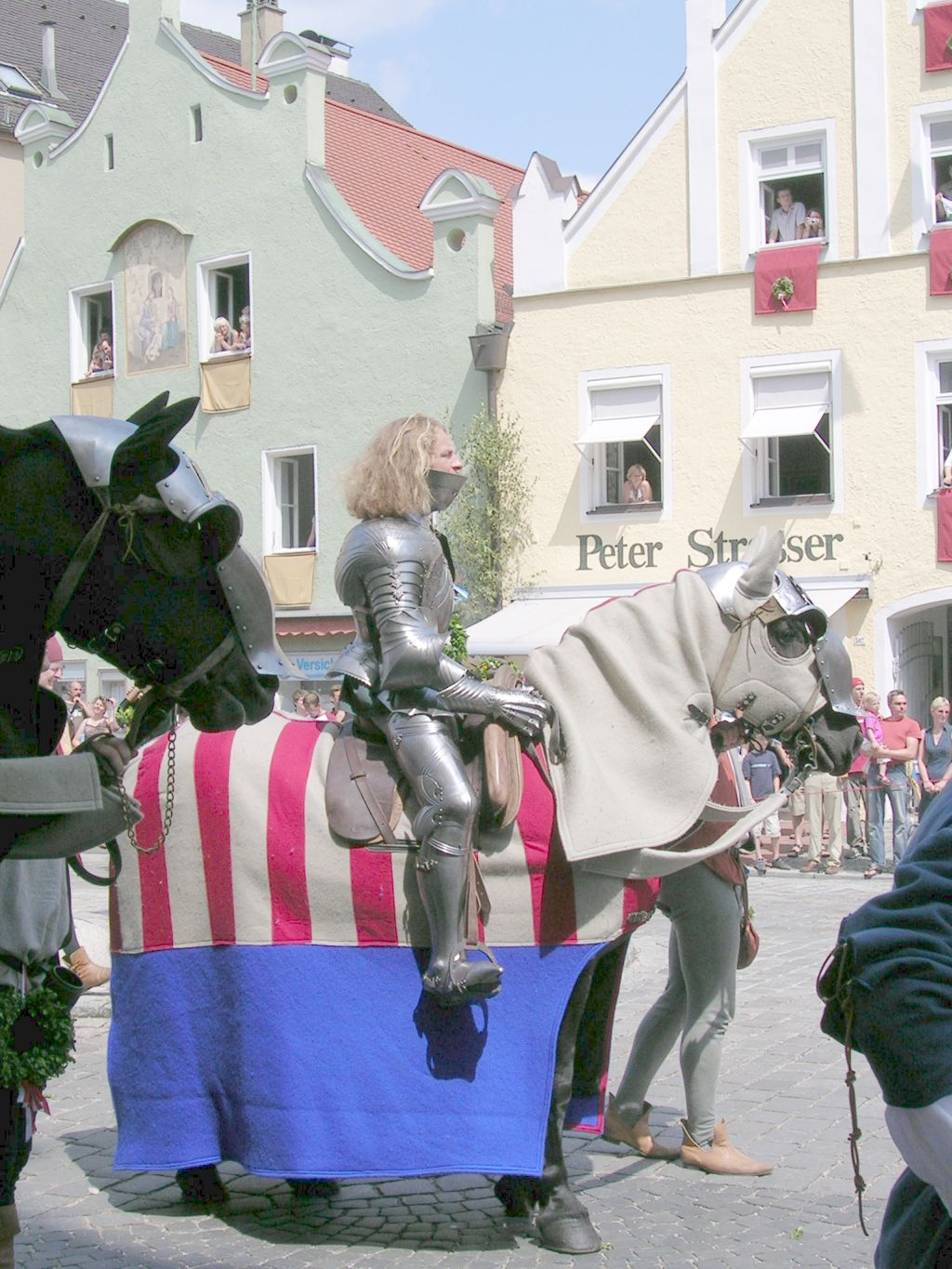
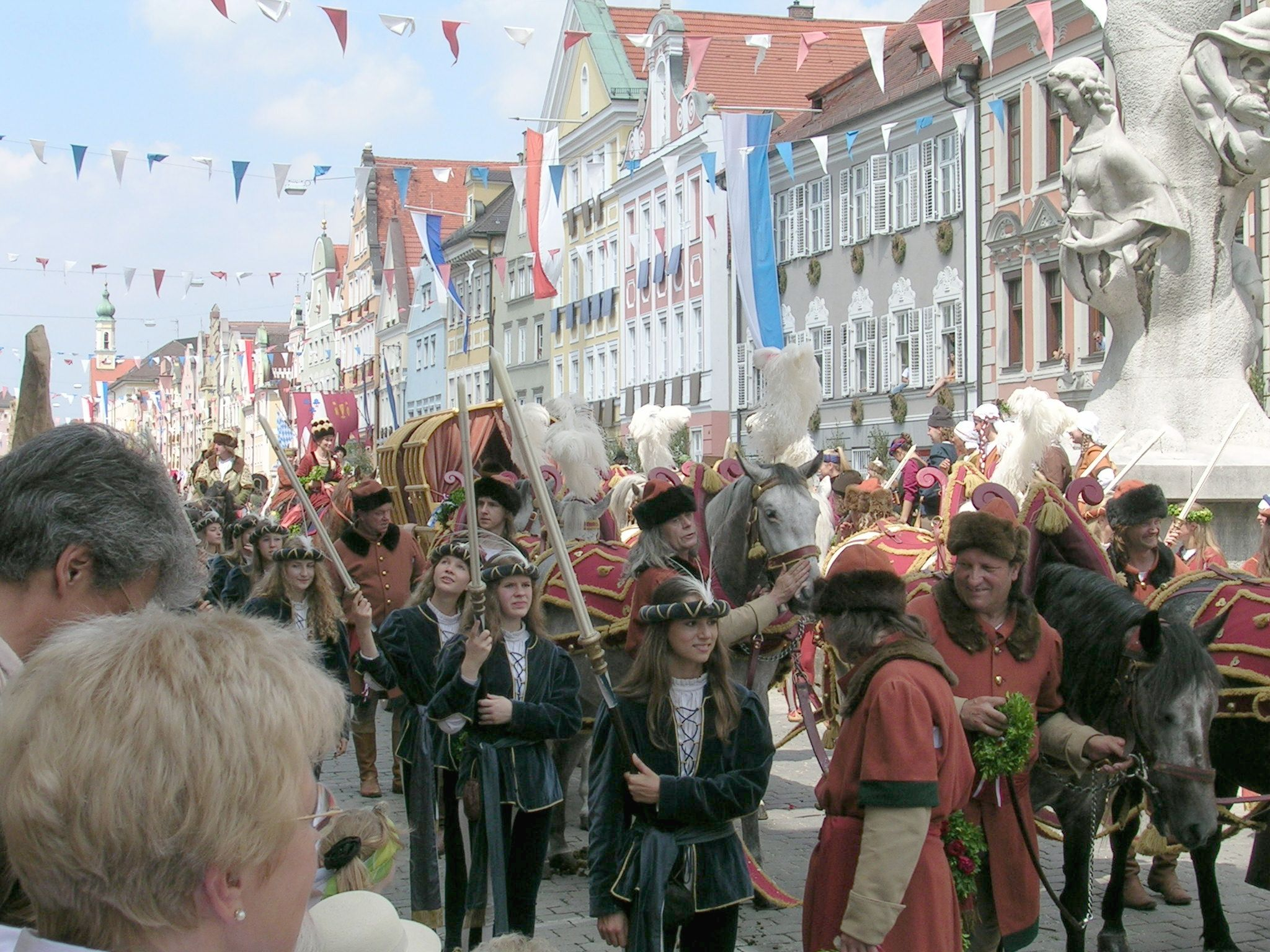
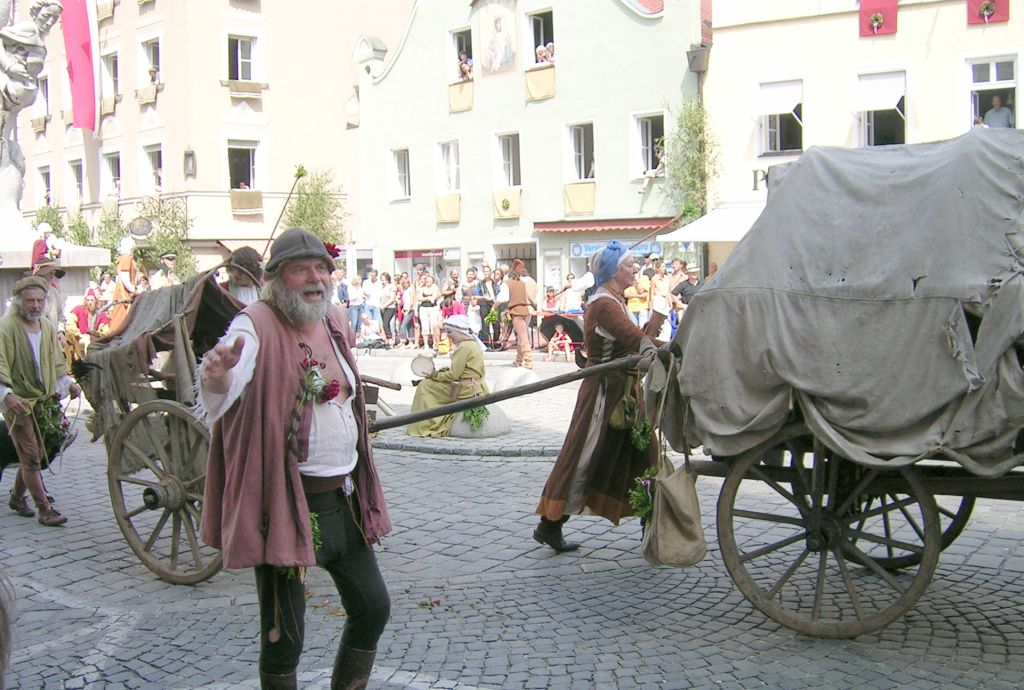
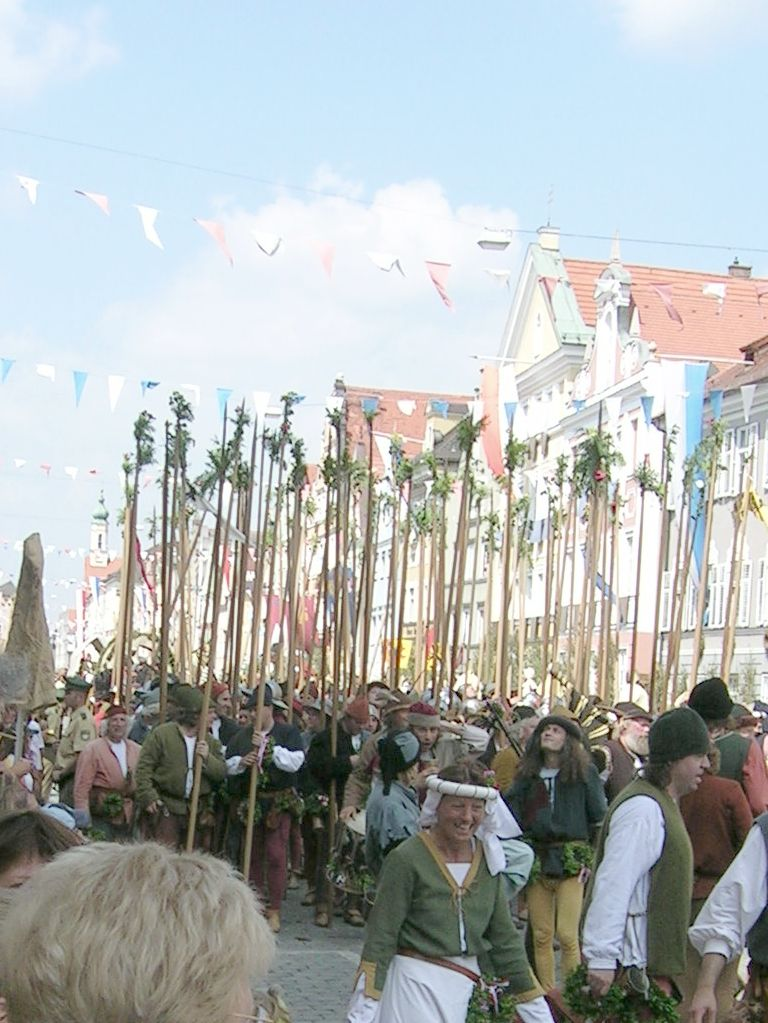
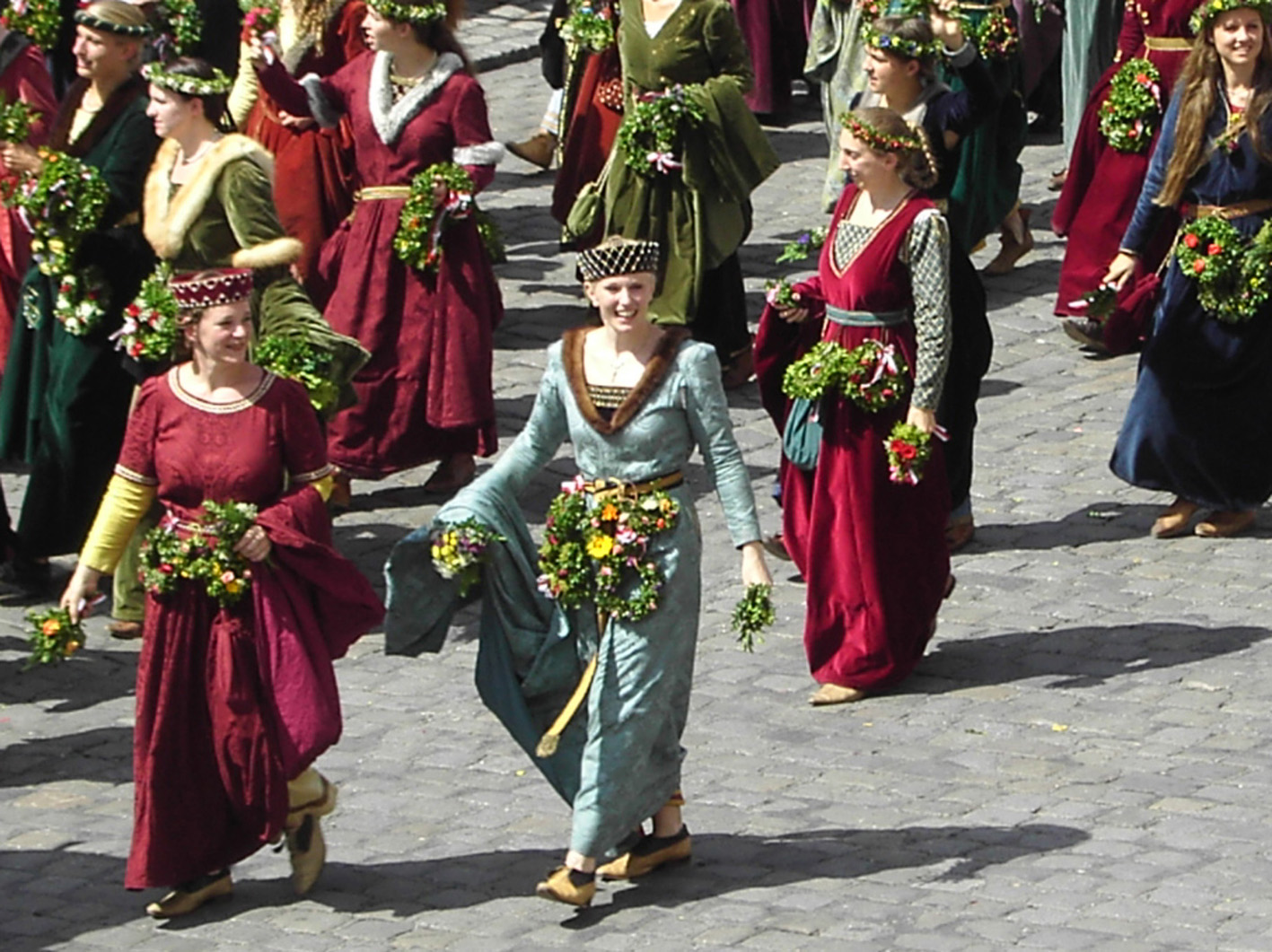
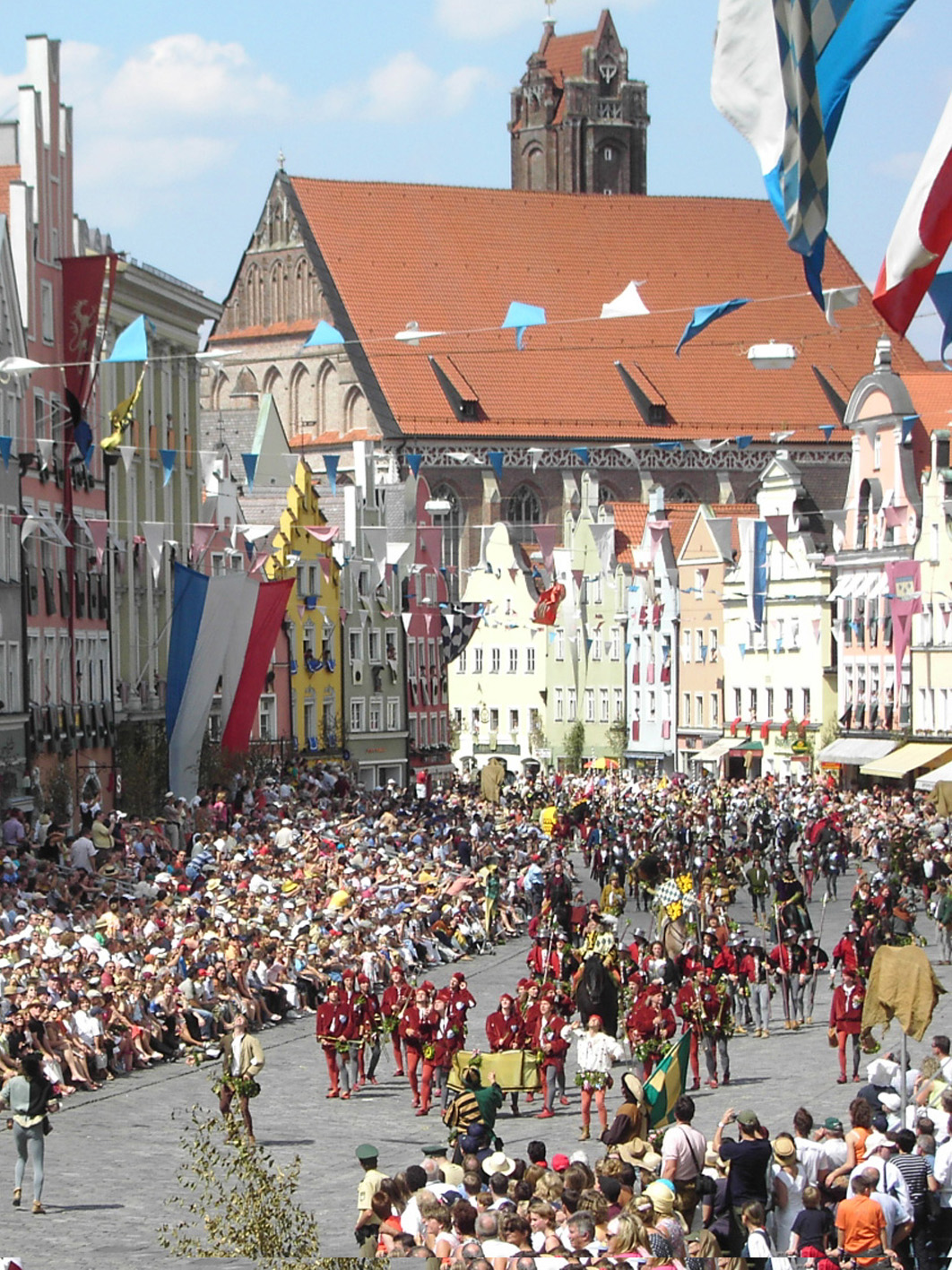
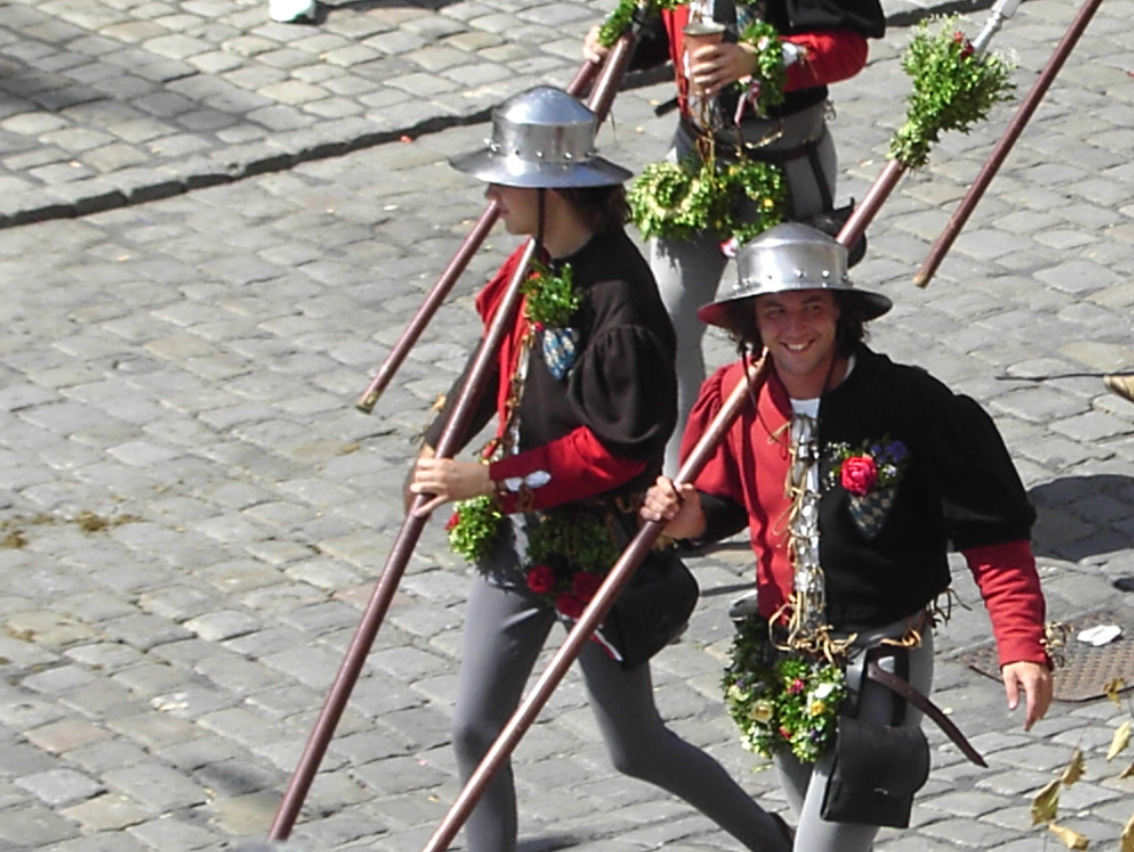
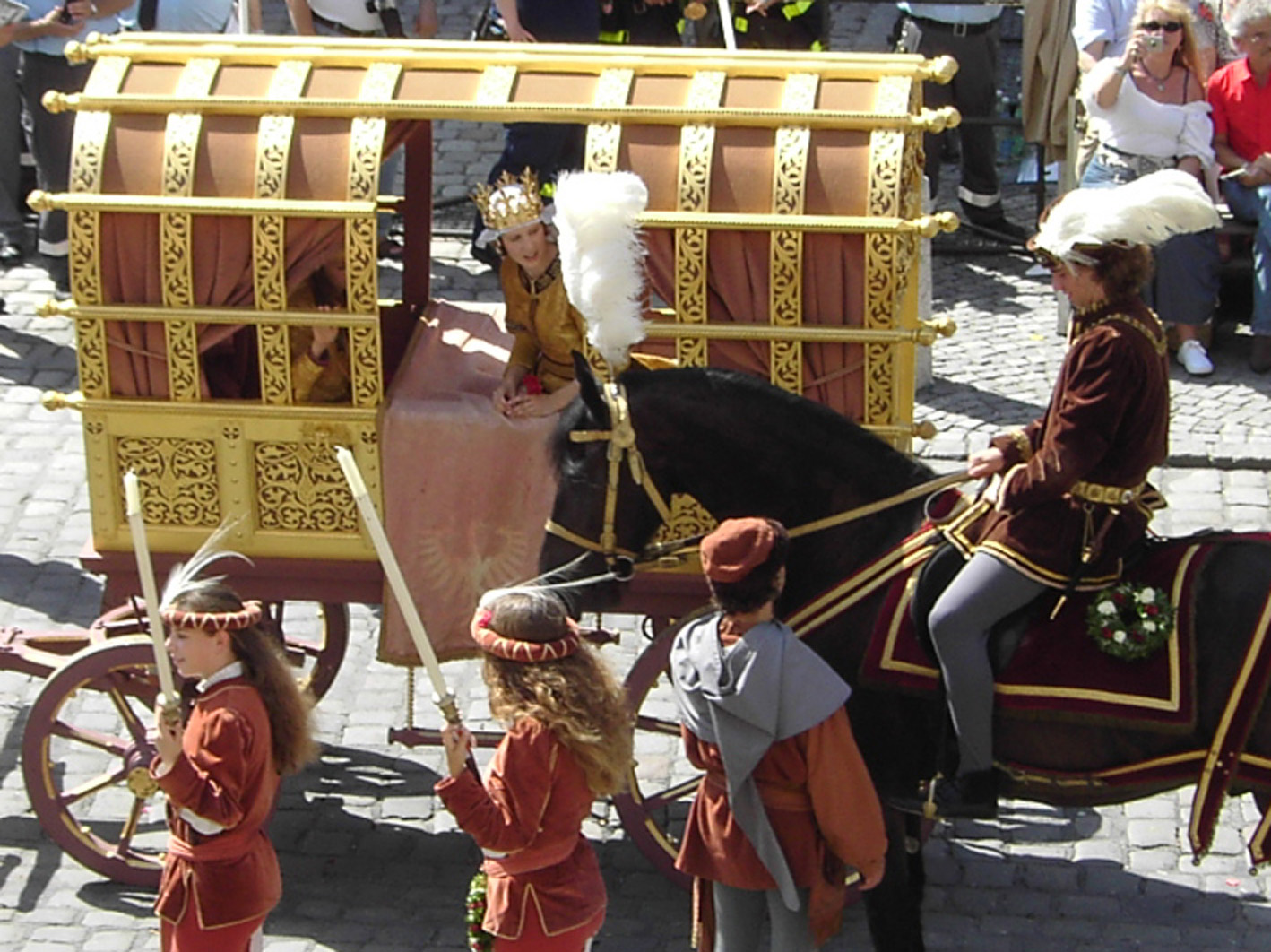
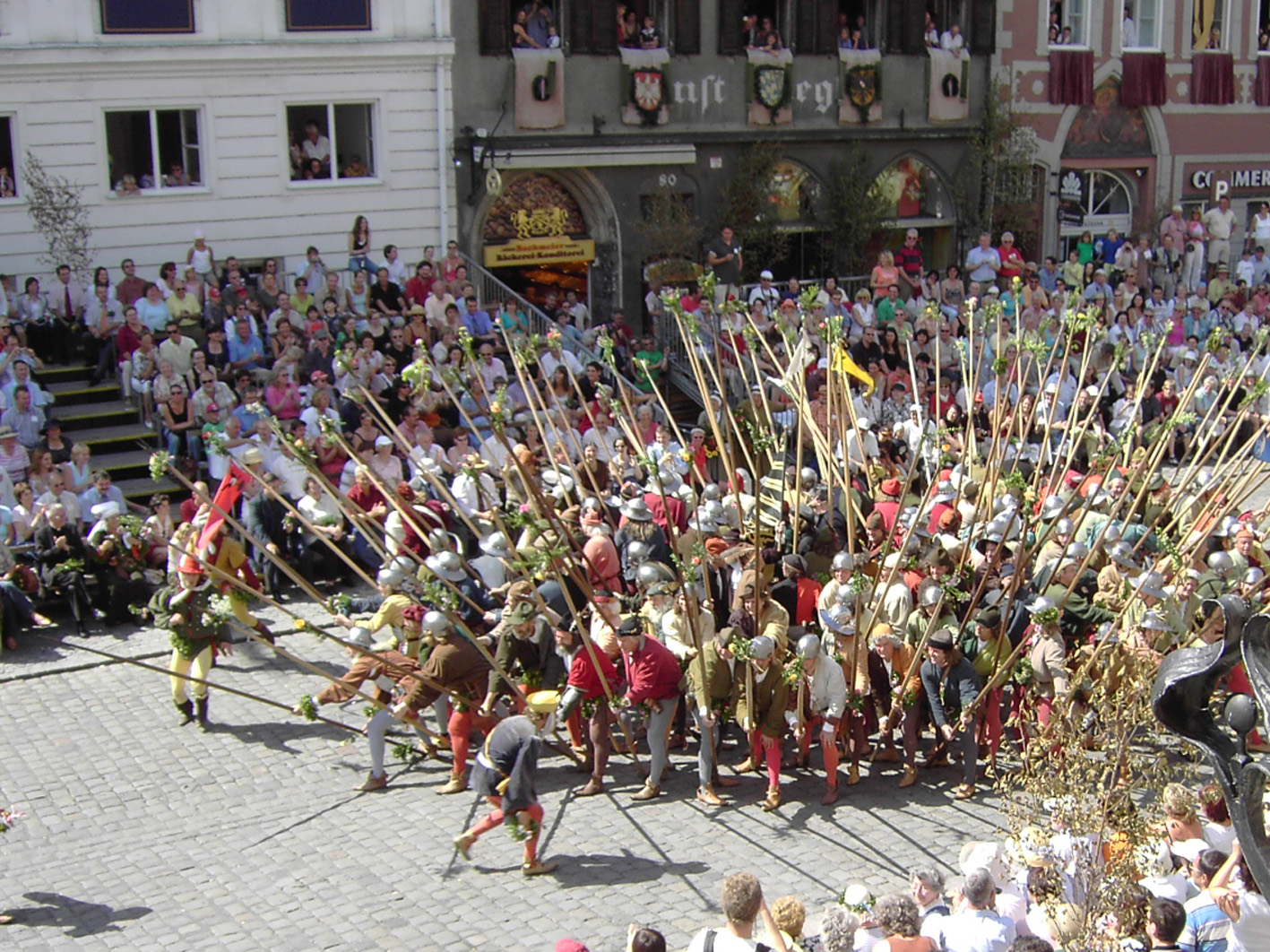